# Partido Progresista de Vermont
El Partido Progresista de Vermont (en inglés: Vermont Progressive Party) es un partido político estadounidense, activo en el estado de Vermont, de carácter socialdemócrata y progresista, fundado en 1999. Se ha señalado que cuenta con el apoyo de la facción más liberal del Partido Demócrata y la clase trabajadora alineada con el Partido Republicano. Es considerado uno de los principales partidos del estado.

## Historia
Los orígenes del partido se remontan a la campaña del candidato independiente Bernie Sanders para la alcaldía de Burlington. Sanders, quien más tarde fue elegido miembro de la Cámara de Representantes de Estados Unidos y posteriormente miembro del Senado. Si bien Sanders nunca se asoció a sí mismo de manera oficial con el partido, los progresistas fueron quienes más lo apoyaron. Un grupo de sus partidarios formó la agrupación Coalición Progresista para participar en futuras elecciones.
La Coalición logró que varios de sus miembros resultaran elegidos, entre ellos Terry Bouricius, para la Asamblea General de Vermont. Tras establecer una base política estable, cambió su nombre y se convirtió en el Partido Progresista de Vermont. Si bien se ha centrado tradicionalmente en las contiendas estatales, de cara a los comicios de 2000 apoyó la candidatura Ralph Nader para presidente y Winona LaDuke a vicepresidente.

## Resultados electorales

### Elecciones a gobernador
|  | 9,58 % |

|  | 0,60 % |

|  | 21,80 % |

|  | 27,35 % |

a Con el apoyo del Partido Demócrata.